# شاه رفت
«شاه رفت» تیتر نخست روزنامه‌های پرتیراژ اطلاعات و کیهان در ۲۶ دی ۱۳۵۷ است. این تیتر در صفحه اول روزنامه اطلاعات و کیهان در روز ۲۶ دی ماه ۱۳۵۷ چاپ شد. در روزنامه اطلاعات در زیر تیتر؛ آخرین عکس از شاه بر روی پلکان هواپیما و در حال خروج از ایران منتشر شد که توسط جعفر دانیالی عکاس روزنامه اطلاعات گرفته شده بود. این عبارت کوتاه نشان از پایان یک دوران در تاریخ ایران بود. پایان ۲۵۰۰ سال شاهنشاهی در ایران. در پی انتشار این تیتر مجسمه‌های رضا شاه و محمدرضا پهلوی در سطح شهر پایین کشیده شد. مردم به خیابان ریخته و پخش شیرینی و شادی و پایکوبی پرداختند. این تیتر در یک روزنامهٔ فرانسوی زبان نیز برای انتشار خبر خروج شاه استفاده شد: Le chah s`en va. به گفتهٔ وبگاه بی‌بی‌سی فارسی این تیتر مشهورترین تیتر روزنامه‌های ایران است. با وجود آنکه مردم پیش از انتشار روزنامه‌های کیهان و اطلاعات از طریق اعلامیه‌هایی که با عنوان «شاه رفت» و در ظهر آن روز در تهران پخش شده بود، از این خبر مطلع بودند و به شادی و پایکوبی و پخش شیرینی در خیابان‌ها می‌پرداختند؛ این نسخهٔ روزنامه به سرعت ۱ میلیون نسخه فروش داشته‌است. انتخاب و تدریس تیتری که فعل داشته باشد و در عین تلخیص ایجاز نیز داشته باشد پس از تیتر «شاه رفت» در مطبوعات ایران توسط استادان روزنامه‌نگاری تدریس گردید و تیترهای مشابه معروف همچون «امام آمد» در ۱۲ بهمن ۱۳۵۷ و «خرمشهر آزاد شد» در ۳ خرداد ۱۳۶۱ و پس از آزادی خرمشهر از اشغال ارتش عراق بکار رفت. از دید تاریخی در مورد روزنامه‌نگاری که این تیتر را ابداع کرد اختلاف دیدگاه وجود دارد اما عموماً روزنامه نگاران معتقدند که غلامحسین صالحیار در اطلاعات و رحمان هاتفی در کیهان این تیتر را ابداع کردند. برخی روزنامه نگاران معتقدند که روزنامه‌های کیهان و اطلاعات برای انتشار این تیتر با هم هماهنگ بودند.
تا روز ۲۵ دی ۱۳۵۷ طبق روال از فعل جمع برای شاه استفاده می‌شد و انتخاب فعل مفرد برای شاه در تیتر «شاه رفت»؛ و نیز انتخاب فونت بسیار بزرگ و بی‌سابقهٔ آن با توافق دو روزنامه کیهان و اطلاعات صورت گرفته بود که آثار سوئ آن دامن گیرشان نشود؛ یک اقدام بدیع بود.
روزنامه‌نگاران کیهان و اطلاعات از چند روز قبل هم از طرف مقدم رئیس ساواک و هم از طرف رئیس شورای انقلاب اطلاع یافته بودند که توافق شده‌است که شاه بدون خونریزی ایران را ترک کند.

## ویژگی‌های انحصاری در تاریخ روزنامه‌نگاری ایران
این تیتر از سه ویژگی منحصر به فرد در تاریخ روزنامه‌نگاری ایران تا آن لحظه برخوردار بود:
1. استفاده از بزرگ‌ترین فونت که عرض روزنامه را به‌طور کامل پر کند که تا آن زمان در مطبوعات ایران بی‌سابقه بود.
2. استفاده از واژهٔ سادهٔ «شاه» به جای «شاهنشاه» یا «شاهنشاه آریامهر» که از القاب سلطنتی محمدرضا پهلوی بود و مطبوعات از آن استفاده می‌کردند و روزنامهٔ اطلاعات تا چند روز پیش از لقب «شاهنشاه» برای محمدرضا پهلوی استفاده می‌کرد.
3. استفاده از ضمیر اول شخص «رفت» به جای ضمیر سوم شخص «رفتند».
4. برای اولین بار در تاریخ روزنامه  نگاری ایران تیتر روزنامه‌های کیهان و اطلاعات که در آنزمان روزنامه‌های اصلی ایران بودند یکسان شد.[۱۶]
5. در تاریخ روزنامه‌نگاری ایران پس از انتخاب این تیتر؛ استادان روزنامه‌نگاری تیترهایی که ایجاز داشت و ضمن کوتاه بودن دارای فعل باشد را آموزش دادند. تیترهای ماندگار بعدی همچون «امام آمد» و «خرمشهر آزاد شد» به همین سبک ابداع شدند. هرچند با ورود به عصر دیجیتال و فعالیت شبکه‌های اجتماعی این شیوه انتخاب تیتر بی کاربرد شد.[۱۷]

حمید تبریزی (فعال رسانه ای قبل از انقلاب)، این تیتر را شاهکار روزنامه‌نگاری می‌داند و دربارهٔ آن می‌گوید: «.... دو تیتر به یادماندنی «شاه رفت» و «امام آمد» هیچ‌گاه از اذهان عمومی ایرانیان خارج نخواهد شد و این نشان می‌دهد که این دو تیتر را باید شاهکاری از پدیدآورندگانش بدانیم.» مهدی خدیر (روزنامه‌نگار) نیز می‌گوید: «ماندگارترین تصویر روز رفتن شاه اما تیتر «شاه رفت» روزنامه اطلاعات است. از آن روز تصاویر مشهور دیگری هم ثبت شده از جمله تصویری که عکس شاه را از اسکناس درآورده یا شادی مردم … اما تیتر بی‌سابقه صفحه اول روزنامه اطلاعات مهم‌ترین یادگار آن روز است و البته یک سند تاریخی.»تیتر معروف دیگری با همین اندازه نیز پس از ورود سید روح‌الله خمینی در ۱۲ بهمن ۱۳۵۷ با عنوان «امام آمد» در روزنامهٔ اطلاعات چاپ شد.

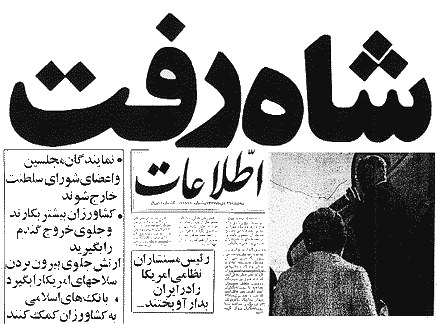
روزنامه‌های کیهان و اطلاعات برای انتخاب تیتر «شاه رفت» و نوع فونت بی‌سابقه آن با یکدیگر هماهنگ بودند. روزنامه نگاران چند روز پیش از خروج شاه توسط رئیس شورای انقلاب و رئیس ساواک به‌طور جداگانه از توافق برای خروج شاه از کشور مطلع شده بودند. این تیتر نه تنها خروج شاه بلکه پایان ۲۵۰۰ سال حکومت شاهنشاهی در ایران را نیز اعلام می‌کرد.

## هیئت تحریریه روزنامه اطلاعات
جعفر دانیالی در مصاحبهٔ خود با خبرگزاری فارس در سال ۱۳۹۴ گفت: «خبرنگار اطلاعات — که قصد داشت با بختیار مصاحبه کند — به من گفت: «جعفر زود برو و خبر بده که شاه رفت!» من سریع خودم را به پاویون فرودگاه رساندم و از مسئول آن‌جا خواستم اجازه بدهد به روزنامه تلفن بزنم. سردبیر نبود و معاونش گوشی را برداشت و گفت: «جعفر! چه خبر؟» گفتم: «شاه رفت!» باورش نشد. دوباره تکرار کردم: «شاه رفت! تازه گریه هم کرد.» حیرتش چند برابر شد. گفتم: «زود گوشی را به آقای صالحیار بده!» او گوشی را گرفت و با تردید پرسید: «جعفر! خودت با چشم‌های خودت دیدی؟» جواب دادم: «همین الان هواپیمایش از روی باند بلند شد، شاه رفت!» همین جمله هم تیتر درشت صفحهٔ نخست اطلاعات شد: «شاه رفت!» بعد به سرعت به روزنامه برگشتم و عکس‌ها را دادم که چاپ کنند.»
غلامحسین صالحیار سردبیر وقت روزنامهٔ اطلاعات در خاطرات شفاهی خود در ۲۴ دی ۱۳۵۷، که سید فرید قاسمی آن را نقل کرده، می‌گوید که از مدتی پیش تیتر «شاه رفت» را روی یک کاغذ نوشته و به مسئول فنی روزنامه، عباس مژده‌بخش داده و خواسته که آن را به قدری بزرگ کند که تمام عرض صفحه را بپوشاند. تیتر ۲ ساعت بعد آماده شده‌است و آن را در کشو مخفی کرده‌اند.
۲۶ دی از همان اولین ساعات صبح، خبرهای رسیده … نشان می‌دهد که امروز خروج شاه قطعی است. … ناگهان صدای رئیس دفترم بلند شد که گوشی دیگری را به دستم داد و گفت: فرودگاه! صدای خبرنگار مستقر در فرودگاه را شنیدم و کلماتش را به این شرح یادداشت کردم: «هواپیمای بوئینگ ۷۲۷ شهباز حامل شاه و فرح سر ساعت ۱۲:۳۰ از زمین بلند شد و من الان دارم با چشم مسیر اوج گرفتن آن را در آسمان دنبال می‌کنم.» گوشی را گذاشتم و عین جمله‌ای را که یادداشت کرده بودم در گوشی تلفنی که به دانشجویان ایرانی وصل بود با صدای بلند برای آن‌ها و همچنین جماعتی که دور میزم و در سالن تحریریه اجتماع کرده بودند، قرائت کردم… در این میان قیافهٔ مژده‌بخش جلب نظر می‌کرد که از پشت حلقه جمعیت با حرکات دست و سر و گردن می‌خواست مرا متوجه خود کند. وقتی دیدم چشمم به او افتاده‌است، فریاد زد: برم؟! جواب دادم: برو! کار اصلی‌اش را در صفحهٔ اول، برای نخستین بار دو روز زودتر انجام داده بود.
محمد حیدرعلی که آن‌زمان معاون سردبیر روزنامهٔ اطلاعات بود نیز می‌گوید که هیئت سردبیری از یک هفته قبل توسط رئیس ساواک از تصمیم برای خروج شاه از کشور مطلع شده بود اما از آنان خواسته بودند که موضوع را به کسی انتقال ندهند. همچنین آن روز روزنامه بدون تصمیم برای وصول پول در میان مردم مشتاق در خیابان‌ها توزیع گردید. «آقایان علی باستانی، حسین شمس‌ایلی و من در امور خبری، معاونان صالح‌یار بودیم که البته نقش آقایان باستانی و شمس‌ایلی در این بخش، پررنگ‌تر از من بود، زیرا علاوه بر آن مسوولیت، سمت معاونت اجرایی سردبیر نیز برعهدهٔ من بود و مدام بین هیئت تحریریه (طبقهٔ چهارم) و بخش فنی (طبقهٔ سوم) دررفت‌وآمد بودم… تمام روزنامه‌نگاران در رده‌های ما، از دست کم ۱۰ روز قبل می‌دانستیم که شاه قرار است از ایران برود، زیرا تیمسار مقدم (آخرین رئیس ساواک) در جلسه‌ای که ما را به شرکت در آن … فراخوانده بود، موضوع را با قید این‌که نباید آن را منتشر یا بازگو کنیم، اعلام کرده بود. همین آگاهی موجب شد صالح‌یار وقت کافی داشته باشد که به‌وسیله آقای «مژده‌بخش» مدیر فنی روزنامه و با گرفتن تضمین رازداری از بخش گراورسازی، آن تیتر بزرگ و بی‌سابقه را به‌صورت گراور بسازد و در جایی پنهان کند. هم آقای مژده و هم شادروانان «شمس» و «کرداوغلو» (اعضای مؤثر بخش گراورسازی) با من روابط دوستانه و صمیمانه‌ای داشتند و همیشه من را در جریان قضایا می‌گذاشتند، اما در این مورد به‌خصوص استثنا قائل شدند. (لابد به دلیل قولی که داده بودند)»
عکسی که در زیر تیتر در روزنامه  اطلاعات بکار گرفته شده‌است آرشیوی بوده و برای انتشار زود تر روزنامه بکار فته بود. بیژن نفیسی روزنامه‌نگار اطلاعات می‌گوید: «عکسی که آن روز در صفحهٔ اول چاپ شد عکس آرشیوی از یکی از سفرهای شاه است که دارد با هواپیما می‌رود و خداحافظی می‌کند. این کار به این دلیل بود که اگر می‌خواستیم روزنامه به موقع چاپ شود، نمی‌توانستیم منتظر شویم که موقع رفتن شاه عکسی هم از فرودگاه مهرآباد بگیرند و بیاورند. در چاپ‌های بعد عکس‌هایی از این اتفاق چاپ شد، اما عکسی که آن روز با تیتر «شاه رفت» چاپ شد، عکس آرشیوی بود که نشان می‌داد او بالای پلکان هواپیماست و دارد می‌رود و چون زمستان بود سعی کردیم عکسی با لباس تیره و پالتو باشد. به هر حال همه سفرها به همین شکل است. پس چندان تفاوتی نمی‌کرد اگر می‌خواستیم عکس تازه‌ای هم بگیریم.»

## هیئت تحریریه روزنامه کیهان
محمد بلوری، سردبیر وقت روزنامه کیهان دربارهٔ انتخاب این تیتر می‌گوید: «ماجرای تیتر «شاه رفت» بسیار جالب است. ما در کیهان به درشت‌ترین شکل ممکن، این تیتر را زدیم و یک میلیون نسخه از این روزنامه به سرعت فروش رفت؛ برخی می‌گفتند اول اطلاعات این تیتر را زده و کیهان از روی دست آنها خوانده‌است. در مقابل گروهی معتقد بودند ابتدا کیهان این تیتر را زده و اطلاعاتی‌ها به تقلید از آنها این کار را کرده‌اند. من وسط این ماجرا بودم و می‌توانم آن را شرح دهم. شاه قرار بود از ایران برود و ما ظهر این خبر را فهمیده بودیم؛ روزنامه‌ها آن زمان عصر منتشر می‌شدند. در تحریریه کیهان بین دو تیتر «شاه رفت» و «شاه می‌رود» مردد بودیم. طراحان و شورای سردبیری تصمیم گرفت دو مدل تیتر بزند؛ یکی «شاه می‌رود» و دیگر اینکه «شاه رفت» و هر دو را نگه داریم. هر موقع از رفتن شاه مطمئن شدیم بلافاصله دستور می‌دهیم «شاه رفت» را صفحه اول بزنند تا تیتر مشکلی نداشته باشد اما اگر تا آخرین لحظه‌هایی که روزنامه به چاپخانه می‌رود شاه نرفته بود یا تردید داشت برود یا آن را به روز دیگری موکول کرد آنگاه تیتر «شاه می‌رود» را می‌زنیم که حرف ما دروغ نباشد. آن روز با اطمینان از رفتن شاه تیتر اول را انتخاب کردیم. اطلاعاتی‌ها هم همین فکر را می‌کردند، همین موضوع سبب شد برای نخستین بار در تاریخ مطبوعات کیهان و اطلاعات دو روزنامه تیتر یکسان زدند و هر دو زدند: «شاه رفت»».

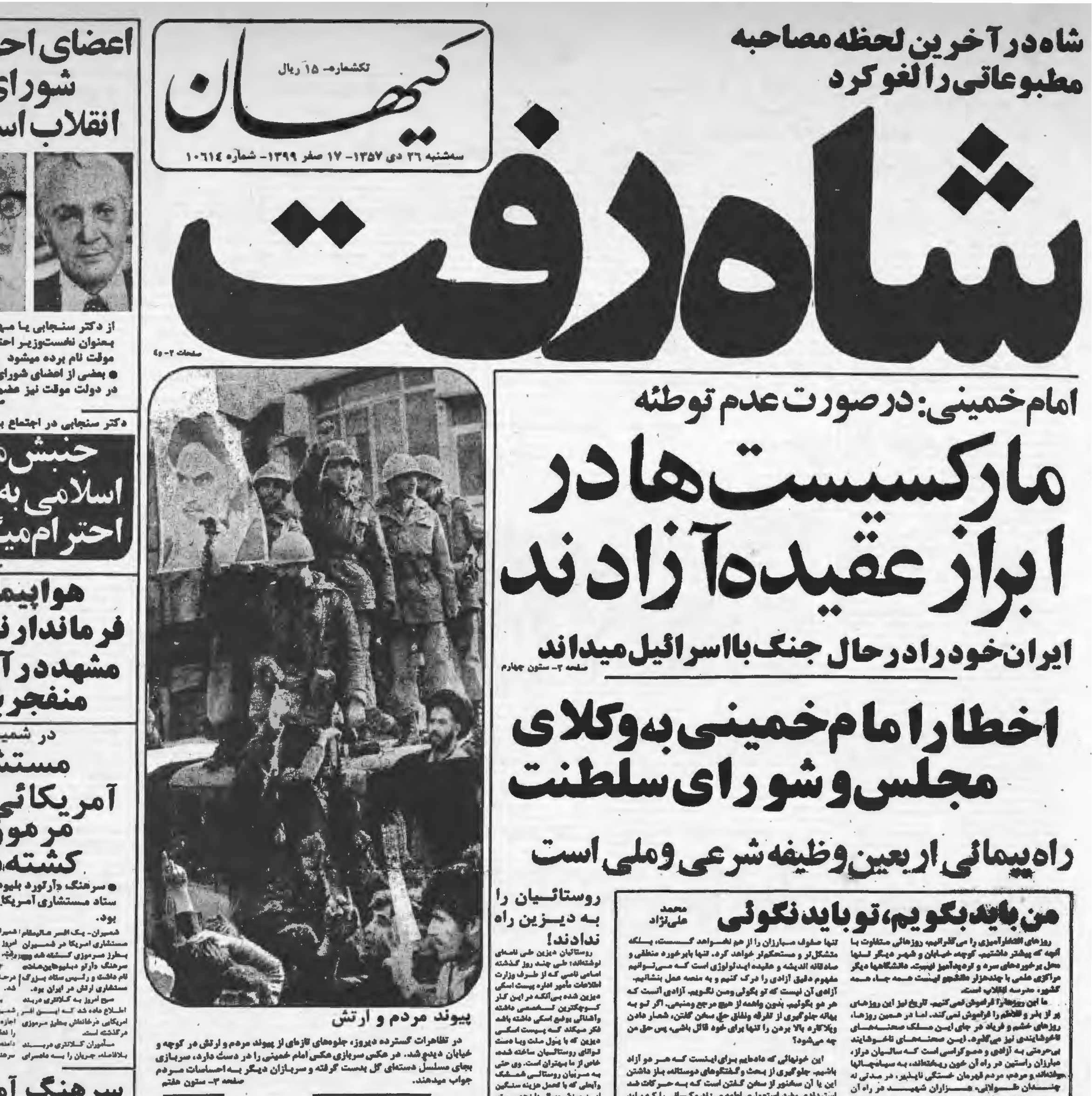
«شاه رفت» تیتر روزنامه کیهان در روز ۲۶ دی ۱۳۵۷

مینو بدیعی نیز معتقد است که تیتر شاه رفت ابتدا در روزنامه  کیهان و به ابتکار رحمان هاتفی سردبیر وقت روزنامه ایجاد شد. وی البته معتقد است که هاتفی برای انتخاب این تیتر با سردبیر روزنامه اطلاعات نیز هماهنگ کرده بود: «این حرف گزافه‌ای نیست دربارهٔ «رحمان هاتفی» و شاهکارهای مطبوعاتی او باید کتاب‌ها نوشته شود و تنها به این بسنده می‌کنم که تیتر «شاه رفت» که تیتر ۸۴ سیاه روزنامه، در ۲۶ دی‌ماه ۱۳۵۷ بود، متعلق به رحمان هاتفی است که با هماهنگی با مرحوم غلامحسین صالح‌یار سردبیر وقت روزنامه اطلاعات در دو روزنامه مهم آن دوران، کیهان و اطلاعات نقش بست و به‌عنوان یک تیتر تاریخی و جاودانه در تاریخ مطبوعات ایران پابرجا ماند… روز ۲۶ دی هوشنگ اسدی بدو بدو آمد گفت برای اولین بار تیتر ۸۴ سیاه زدیم، کف دستش را نشان داد و گفت تیتر اندازه کف دست من است، این همان تیتر «شاه رفت» بود که رحمان هاتفی انتخاب کرده بود.»
محمد مهدی فرقانی، استاد پیشکسوت روزنامه‌نگاری نیز بر تصمیم مشترک روزنامه‌های اطلاعات و کیهان تأکید دارد: «آن تیتر را من نزدم. چرا حق دیگران ضایع شود؟ آن تیتر کار مرحوم رحمان هاتفی بود. البته قبلش پیش آمده بود که دور هم می‌نشستیم و مشورت می‌کردیم که اگر چنین اتفاقی افتاد، چه تیتری می‌توانیم بزنیم؟ هر کس نظری می‌داد، کم و زیاد می‌کردند، ولی بالاخره تصمیمی که در مورد آن تیتر گرفته شد، یک تصمیم کم و بیش مشترکی بین اطلاعات و کیهان بود. گرچه بعضی از دوستان اطلاعات گفتند ابتکار این تیتر با دوستان اطلاعات بوده ولی تا آنجا که من خاطرم هست داستان اینطوری بود… سند تاریخی ندارم که بگویم کی با کی تماس گرفته و هماهنگ شده یا خیر ولی به دلیل اهمیت آن حادثه ممکن است یک بحث و گفتگویی صورت گرفته باشد… این در واقع ترجیع بندی بود که در سطح جامعه جریان داشت. در واقع کار روزنامه‌نگار این است که این ترجیع بند را از سطح جامعه بگیرد و آن را به تیتر تبدیل کند و به این دلیل هم آن تیتر گرفت که این سنخیت و همخوانی و هماهنگی بین ذهنیت عموم جامعه و تیتر وجود داشت. در سطح جامعه مثلاً کسی نمی‌گفت «شاه از کشور خارج شد» البته «شاه فرار کرد» هم بود و اتفاقاً من فکر می‌کنم «شاه رفت» خیلی عمیق‌تر و معنادارتر از «شاه فرار کرد» است چون بار تخفیفی در آن تیتر است که وزانت و متانت «شاه رفت» را ندارد.»
روزنامه‌نگاری دیگر نیز وضعیت دفتر کیهان را در ان هنگام چنین شرح می‌دهد: «از صبح آن روز بحث در «میز سردبیری» ادامه داشت. تا روز قبل از آن با توافق سردبیری اطلاعات، هنوز از شاه به فعل جمع نام برده می‌شد: «گفتند… رفتند…» و همین دستاورد بزرگی بود که «اوامر مطاع ملوکانه» به فعل جمع تنزل پیداکرده بود. اما امروز اگر شاه می‌رفت، هنوز باید از فعل جمع استفاده می‌کردیم؟ رحمان لحظه ای اندیشید و جواب داد: «نه. در این رفتن بازگشتی نیست. شاه مرد.» و از من خواست با هیئت سردبیری اطلاعات هماهنگ کنم. قرارمان این بود که در مباحث اساسی دو روزنامه اصلی کشور به یک شیوه عمل کنند که خطر دامنگیر یک روزنامه نشود… من تلفنی با محمد شمس معاون زنده یاد غلامحسین صالحیار صحبت کردم و موضوع را در میان گذاشتم. بعد از چند تماس تلفنی قرار شد:
۱ ـ تا خروج قطعی شاه صبر کنیم
۲ ـ تیتر «شاه رفت» را باحروف ۸۴ سیاه به عنوان تیتر یک روزنامه به چاپ برسانیم
توافقی که دقیقاً انجام شد. نمی‌دانم چرا استاد صالحیار در سال‌های پایانی عمر خود، درمصاحبه ای گفت: «من تیتر زدم: شاه رفت…» گمانم زمان حوادث را از خاطر او زدوده بود. بعد از این توافق من به تلفن چسبیده بودم و آنچه را شاهرخ گزارش می‌داد با صدای بلند تکرار می‌کردم. پرویز آذری قوی‌ترین و عجیب‌ترین صفحه بند دنیا به قهرمان‌های مارکز می‌ماند، از وقتی که از زندان شاه آزاد شده بود، این لحظه را انتظار می‌کشید. حالا تیتر ۸۴ سیاه «شاه رفت» توی کشویش بود…
سرانجام شاهرخ بی‌تاب از آن سوی خط گفت:
ـ هوشنگ، هوشنگ، شاه رفت.
باور نمی‌کردم.
ـ خودت دیدی؟
ـ خودم دیدم. شاه رفت.
گوشی را گذاشتم و با صدای بلند گفتم:
ـ شاه رفت.
تحریریه کیهان در سروری بی پایان فرورفت که با صفحه اول روزنامه به خیابان‌ها رسید و جشن بزرگ «شاه رفت» را بپا کرد.»

## هماهنگی روزنامه‌های اطلاعات وکیهان
در تاریخ روزنامه‌نگاری ایران برای اولین بار تیتر دو روزنامه اصلی کشور (کیهان و اطلاعات) همسان بود. سردبیران دو روزنامه در آن ایام توافق کرده بودند که در اقدامات اساسی هماهنگ عمل کنند که آثار سوئ آن دامن گیرشان نشود. هوشنگ اسدی می‌گوید که روزنامه‌های کیهان و اطلاعات در چند مورد با یکدیگر توافق کرده بودند. «من تلفنی با محمد شمس معاون زنده یاد غلامحسین صالحیار صحبت کردم و موضوع را در میان گذاشتم»:
1. تا خروج قطعی شاه صبر کنیم.
2. تیتر «شاه رفت» را باحروف ۸۴ سیاه به عنوان تیتر یک روزنامه به چاپ برسانیم.[۳۰]

## بازتاب تیتر در جامعه ایران
تصاویر متعددی از مردم با تیتر روزنامه‌های کیهان و اطلاعات بجا مانده‌است. یکی از تصاویر بیاد مانده از تیتر روزنامه‌ها فردی را نشان می‌دهد که روزنامه را لوله کرده و روی سر خود گذاشته‌است. وی دربارهٔ این تصویری طی مصاحبه ای گفت: «روز ۲۶ دی‌ماه ۵۷ که مصادف با روز فرار شاه خائن از کشور بود، جزو هدایت‌کنندگان و شعار دهندگان تظاهرات‌ها بودم، ساعت حدود ۹ صبح بود که روزنامه اطلاعات آن روز توزیع شد، تیتر بسیار درشتی که این روزنامه با عنوان «شاه رفت» زده بود را سوژه بسیار مناسبی برای خوشحالی مردم دیدم، کلمه در را بین شاه و رفت اضافه کردم که تبدیل شد به «شاه دررفت» و آن را به صورت کلاه درآورده و روی سر خود گذاشتم. دو اسکناس هزار تومانی هم درون جیبم داشتم که تصویر شاه خائن را به خاطر نفرتی که از او داشتم، درآورده و در دو دستم گرفتم و مشغول شعار دادن شدم که بعدها این تصویر را از تلویزیون دیدم.»
تیتر شاه رفت هیجان عجیبی در جامعه ایجاد کرد؛ زیرا هنوز رادیو ایران خبر خروج شاه را اعلام نکرده بود. مردم روزنامه را در دست گرفته و به یکدیگر نشان می‌دادند و برخی نیز میان دو کلمه شاه و رفت حرف در را اضافه کرده و آن را به «شاه دررفت» تبدیل کرده بودند.
روزنامه‌های اطلاعات و کیهان در میان مردم می‌چرخید و مجسمه‌های شاه از سطح شهر پایین کشیده می‌شد.آنتونی پارسونز، سفیر انگلیس تهران را چنین توصیف کرد: «رادیو ایران ساعت دو بعد از ظهر، خبر عزیمت شاه را اعلام کرد. من و همسرم و سایر اعضای سفارت و خانواده‌هایشان همه در محوطه سفارت بودیم. ناگهان تمام شهر از شادی و حس رهایی منفجر شد. اتومبیل‌ها با صدای بوق و چراغ‌های روشن حرکت می‌کردند؛ مردم فریادزنان و پایکوبان در خیابان‌ها بودند و سربازان را می‌بوسیدند. روزنامه‌ها در تیراژ بالا با تیتر «شاه رفت» توزیع می‌شدند و مجسمه‌های شاه و پدرش را از میادین شهر پایین کشیدند. اینها وقایعی بود که من از آن بعد از ظهر طولانی و هلهله و شادمانی تمام نشدنی مردم در آن روز به یاد دارم. ما جلوی درب سفارت برای تماشای شادی مردم ایستاده بودیم و مردم برای ما دست تکان می‌دادند و روزنامه‌هایی را که عنوان «شاه رفت» بر روی آن‌ها نقش بسته بود به ما می‌دادند.»مجله اشپیگل نوشت: «پخش این خبر کافی بود تا کارناوالی به سبک ایرانی آغاز شود. صدها هزار نفر در حالی که آواز می‌خواندند و می‌رقصیدند به خیابان‌ها ریخته و گل پخش کردند. وضعیت به گونه‌ای بود که گویی ناگهان خبر از پایان قرنطینه وبا داده شده باشد. قنادهای شهر شیرینی رایگان پخش کردند و از کامیون‌های لبالب از ایرانی‌های خوشحال باران آب‌نبات بود که می‌بارید.»
چهار دهه بعد در سال ۱۳۹۴ که آغاز اجرایی شدن برجام با روز ۲۶ دی ماه مصادف شد روزنامه آفتاب به تقلید از تیتر تاریخی «شاه رفت» از تیتر «تحریم رفت» استفاده کرد.

## بازتاب در خارج از ایران
خبر رفتن شاه با عنوان «شاه رفت» که در رسانه‌های آمریکایی نیز بازتاب یافت، در همان روز توسط روت بوی اسلیم (به انگلیسی: Root Boy Slim) و گروهش در آهنگی با عنوان «شاه رفت» مورد استفاده قرار گرفت.